# Caulastraea furcata
Caulastraea furcata е вид корал от семейство Faviidae. Възникнал е преди около 0,0117 млн. години по времето на периода кватернер. Видът не е застрашен от изчезване.

## Разпространение и местообитание
Разпространен е в Австралия, Американска Самоа, Британска индоокеанска територия, Вануату, Виетнам, Индонезия, Камбоджа, Кения, Кирибати, Коморски острови, Мавриций, Мадагаскар, Майот, Малайзия, Маршалови острови, Микронезия, Мозамбик, Науру, Нова Каледония, Палау, Папуа Нова Гвинея, Питкерн, Провинции в КНР, Реюнион, Самоа, Сейшели, Сингапур, Соломонови острови, Сомалия, Тайван, Тайланд, Танзания, Токелау, Тонга, Тувалу, Уолис и Футуна, Фиджи, Филипини, Френска Полинезия и Япония.
Обитава пясъчните дъна на океани, морета, лагуни и рифове в райони с тропически климат. Среща се на дълбочина от 0,5 до 20 m, при температура на водата от 25,5 до 28,2 °C и соленост 34,4 – 35,2 ‰.

## Описание
Популацията на вида е намаляваща.